# 冉智
冉 智（ぜん ち）は、五胡十六国時代冉魏の皇太子。冉魏皇帝冉閔の子。母は董皇后。冉閔の死後、鄴城を保って前燕と対抗した。

## 生涯
後趙の武徳王冉閔の嫡男であった。
350年2月、冉閔が後趙から自立して大魏を建国すると、冉智は皇太子に立てられた。
352年1月、襄国で皇帝を称していた劉顕が冉魏領の常山に侵攻すると、冉閔は自ら8千の騎兵を率いて救援に向かった。この時、冉智は鄴の留守を任され、大将軍蒋幹がその補佐となった。
4月、前燕の輔国将軍慕容恪が冉魏討伐の兵を挙げると、冉閔は魏昌の廉台において迎え撃つも敗れ、捕らえられてしまった。
同月、前燕の輔弼将軍慕容評と中尉侯龕が騎兵1万を率いて鄴を包囲すると、冉智は蒋幹と共に籠城して徹底抗戦の構えを見せたが、城外の兵は尽く慕容評に降伏し、配下の劉寧とその弟の劉崇は、騎兵3千を率いて晋陽へ逃亡した。 
5月、兵糧攻めにより鄴城内では食糧が欠乏し、人肉を食べるところまで追い詰められた。これにより、後趙時代からの宮人は食い尽くされてしまった。慕容儁は広威将軍慕容軍・殿中将軍慕輿根・右司馬皇甫真らに2万の兵を与え、慕容評に加勢させた。冉智は未だ幼かったので、蒋幹は独立を保つのは不可能と考え、侍中繆嵩・詹事劉猗に表を持たせて東晋の安西将軍謝尚の下に派遣し、東晋に称藩すると共に援軍を要請した。だが、東晋の濮陽郡太守戴施は倉垣から棘津へと軍を進めると、劉猗らを拘留し、救援を要請する前に先に伝国璽（伝国璽は元々西晋にあったが、永嘉の乱により前趙の手に落ち、後趙を経て冉魏に渡っていた）を差し出すよう要求した。その為、劉猗は繆嵩だけを鄴に帰らせてこの事を報告させ、蒋幹に対応を求めた。だが、蒋幹は本当に援軍を派遣するか疑い、決断できなかった。
6月、戴施は壮士100人余りを率いて鄴へ突入し、三台を守備した。この時、蒋幹へ「璽を我に預けるのだ。今、凶寇（前燕）が外を占めており、道路は通じていない。これでは送ることもできまい。我に預けてくれるなら、必ず急ぎ天子へ届けよう。璽が届けば、天子も卿の至誠を信じ、必ずや大軍と兵糧を送ってくれるであろう」と勧めた。蒋幹は同意して伝国璽を戴施へ渡し、戴施は督護何融に兵糧を取りに行かせた際に、密かに伝国璽を持たせ、枋頭から建康へ送り届けさせた。
同月、蒋幹は精鋭五千を率い、東晋軍と共同で城から出撃したが、慕容評に撃ち破られ、4千の兵を失った。蒋幹は鄴城へ逃げ戻った。
8月、冉魏の長水校尉馬願・龍驤田香は城門を開いて前燕軍を招き入れた。戴施と蒋幹は城壁の上から縄を垂らし、縄を伝って城を脱出し、倉垣へ逃走した。冉智は董皇后・太尉申鍾・司空條枚・中書監聶熊・司隷校尉籍羆・中書令李垣を始めとした諸王公卿士らと共に捕らえられ、乗輿・服御と併せて薊へ送られた。尚書令王簡・左僕射張乾・右僕射郎粛は自害した。冉智は薊に到着すると、海賓候に封じられた。
354年9月、前燕の黄門侍郎宋斌らが冉智を盟主として謀反を為そうとしていると、ある者が密告した。これにより、慕容儁は冉智を誅殺した。